# 1856 en sport
Cet article présente les faits marquants de l'année 1856 en sport.

## Aviron
- 15 mars : The Boat Race entre les équipes universitaires d'Oxford et de Cambridge. Cambridge s'impose[1].

## Baseball
- 15 septembre : premier match de baseball au Canada.  London Club (Ontario) affronte un club américain du Delaware[2].
- 5 décembre : publication d’un article dans le New York Clipper qui fait mention du baseball comme le « national pastime », le passe-temps national des Américains[3].

## Billard
- Premier numéro du mensuel américain spécialisé : Billiard Cue[4].

## Boxe
- 26 janvier : Harry Poulson rencontre son challengeur Tom Sayers à Appledore, dans le Kent. Sayers en progression constante gagne le combat en 109 rounds[5].
- 19 mai : Tom Paddock devient champion d'Angleterre en s'imposant face à Harry Broome[6], tenant du titre depuis 1851. Paddock conserve sa couronne jusqu'en 1858[7] et Broome annonce sa retraite sportive.
- 2 octobre : Rencontre prévue entre William Perry et Tom Paddock, mais le combat est annulée car le tenant du titre est malade[8].

## Cricket
- 26/27 mars : premier match inter-états au Melbourne Cricket Ground en Australie entre la Nouvelle-Galles-du-Sud et Victoria. La Nouvelle-Galles-du-Sud s'impose par trois wickets[9].
- Le Surrey County Cricket Club est sacré champion de cricket en Angleterre[10].

## Crosse
- Fondation du Montreal Lacrosse Club qui met en place les premières règles écrites du jeu[11].

## Golf
- Inauguration du premier parcours de golf en France et sur le continent européen (Pau). Les Britanniques sont à l’origine de cette implantation ; ce parcours est destiné à l'origine aux officiers de l'armée britannique en retraite[12].

## Joutes nautiques
- Août : Marques, dit lou Grand Tambour, remporte le Grand Prix de la Saint-Louis à Sète[13].

## Sport hippique
- Angleterre : Elington gagne le Derby d'Epsom[14].
- Angleterre : Freetrader gagne le Grand National[15].
- France : Lion gagne le Prix du Jockey Club[16].
- France : Dame d'honneur gagne le Prix de Diane[17].

## Naissances
- 21 janvier : Robert Hunt, joueur de rugby à XV anglais. († 19 mars 1913).
- 25 février : Mathias Zdarsky, skieur alpin autrichien. († 20 juin 1940).
- 10 mars : Jules-Albert de Dion, constructeur automobile et homme politique français puis pilote de courses automobile. († 19 août 1946).
- 20 mars : Frederick Winslow Taylor, joueur de tennis puis industriel américain. († 21 mars 1915).
- 11 avril : Arthur Shrewsbury, joueur de cricket anglais. († 19 mai 1903).
- 25 avril : Lovick Friend, joueur de cricket et footballeur anglais. († 19 novembre 1944).
- 7 mai : William McBeath, footballeur écossais. († 15 juillet 1917).
- 9 mai : Alexandre Lein, rameur puis entraîneur français. († 10 septembre 1934).
- 13 mai : Tom O'Rourke, organisateur de combat de boxe américain. († 19 juin 1936).
- 24 mai : Andrew Watson, footballeur écossais. († 8 mars 1921).
- 27 mai : Tom Vallance, footballeur écossais. († 16 février 1935).
- 6 juin : George Lacy Hillier, cycliste britannique. Pionnier du cyclisme et journaliste sportif. († 11 février 1941).
- 22 octobre : Dominique Gardères, cavalier français. († ?).
- 22 décembre : Jules Trinité, tireur français. († 17 décembre 1921).
- 25 décembre : Pud Galvin, joueur de baseball américain. († 7 mars 1902).

## Décès
- 25 août : William Clarke, 57 ans, joueur de cricket puis dirigeant sportif anglais. (° 24 décembre 1798).